# كأس ملك إسبانيا 1947–48
كأس ملك إسبانيا 1947–48 (بالإسبانية: Copa del Generalísimo de fútbol 1947-48)‏ هو الموسم 44 من كأس ملك إسبانيا. أشرف على تنظيمه الاتحاد الملكي الإسباني لكرة القدم، وكان عدد الأندية المشاركة فيه 140، وفاز فيه نادي إشبيلية.